# Тракторозаводский район (Волгоград)
Тракторозаво́дский райо́н — единица административного деления Волгограда, расположен на северной окраине города.
Глава администрации — Романов Игорь Александрович. 

## География

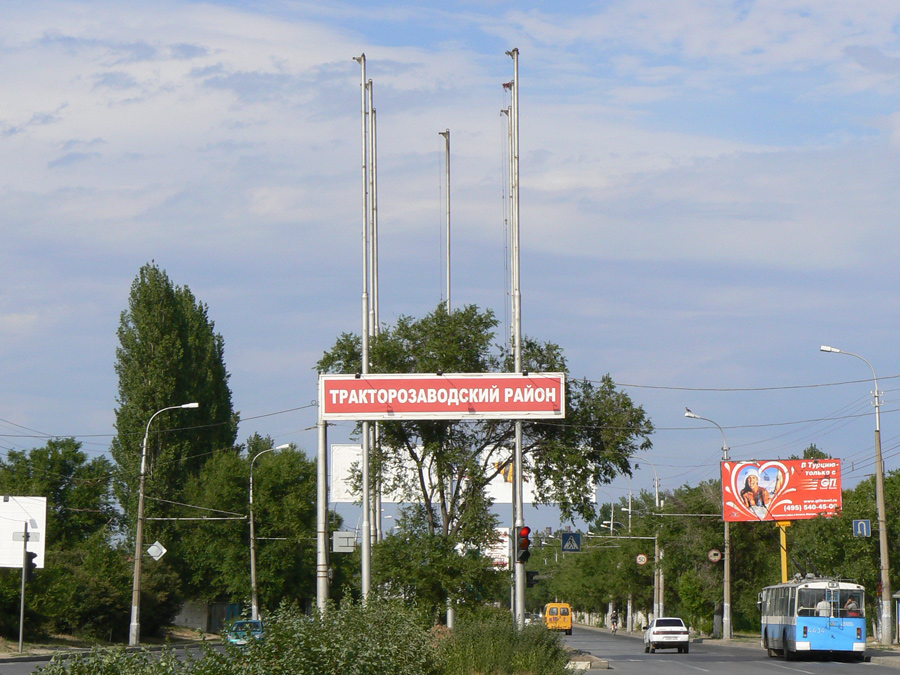
Начало Тракторозаводского района

Занимаемая площадь: 71,4 км², четвертое место среди районов города.
Протяжённость дорог: 158 км.
С юга район примыкает к Краснооктябрьскому району Волгограда, на востоке разделён Волгой с городом Волжский, а с запада и севера граничит с Городищенским районом Волгоградской области. В северо-восточной части района начинается Волжская ГЭС с мостовым переходом на город Волжский (административно ГЭС относится к Волжскому).
В состав района входят посёлки: Верхний, Верхнезареченский, Горный, ГЭС, Забазный, Замечётинский, Заречный, Латошинка, Линейный, Нижний Тракторный, Спартановка и пгт Водстрой.
Население: 139 810 чел. (2010), четвёртое место среди районов города.

## История
- Первая половина XIX века — основание посёлка Спартановка и села Рыно́к в окрестностях Царицына.

- 12 июля 1926 года — закладка Сталинградского тракторного завода, которому район обязан своим рождением[7].

- 17 июня 1930 года — с конвейера завода сошёл первый советский трактор[8].

- 14 мая 1936 года — образование Тракторозаводского района в результате разукрупнения Дзержинского района: население составило 55,4 тысячи человек, площадь — 6000 га.

- Июнь 1936 года — Тракторозаводский район образован как административная единица[4].

- 23 августа 1942 года — массированная бомбардировка Сталинграда нацистской авиацией. Район был практически полностью разрушен (см. Сталинградская битва).

- 14 октября — оккупация Тракторозаводского района немецкими войсками[9].

- 2 февраля 1943 года — окончание Сталинградской битвы, освобождение района от оккупации.

- Середина февраля — начало восстановительных работ.

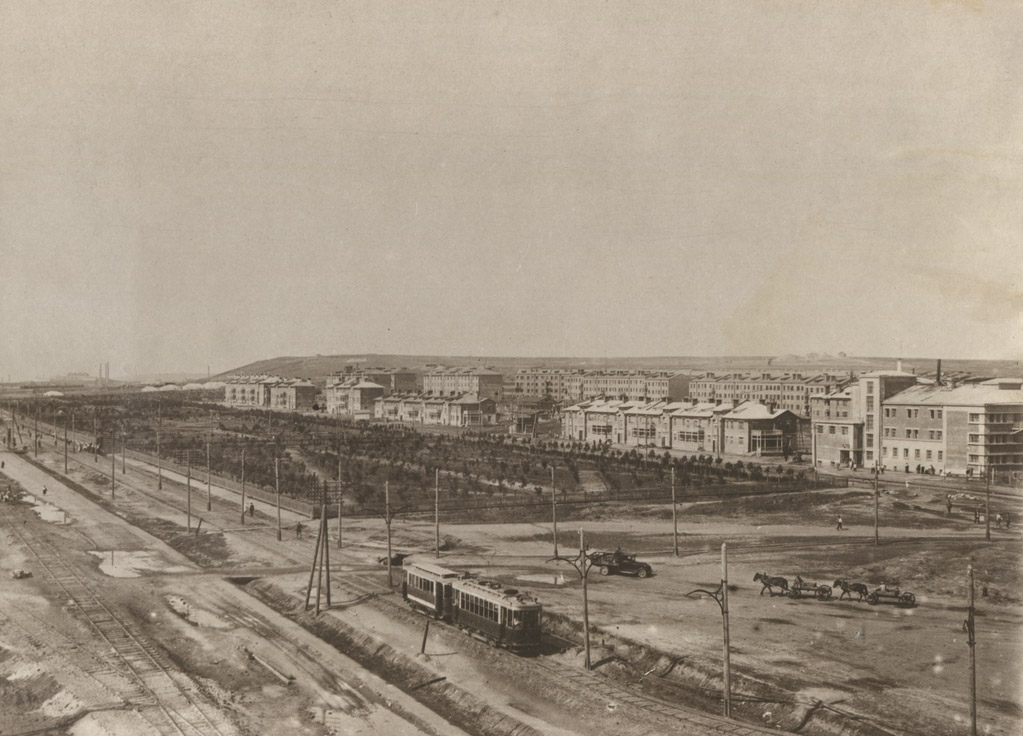
Конечная остановка трамвая.Крайнее правое здание - существующее сейчас здание музыкальной школы
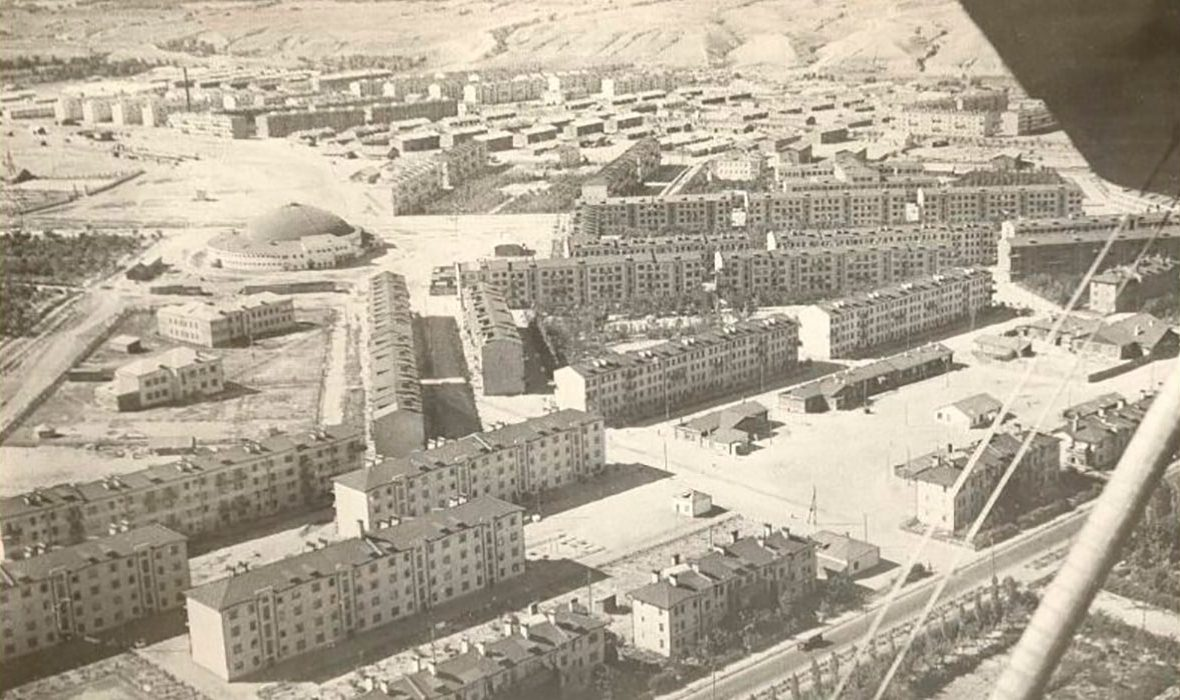
Круглое здание Сталинградского цирка (сейчас колхозный рынок)
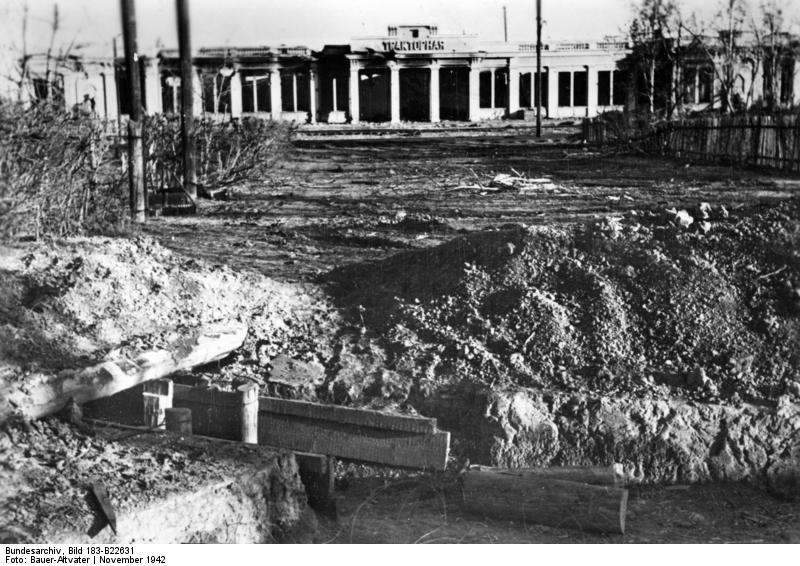
Железнодорожная станция Тракторная, ноябрь 1942 год.

- 26 января 1959 года — начал работу алюминиевый завод.

- 1972 год — полностью завершено восстановление района; промышленность превысила довоенный уровень производства более чем в 10 раз[5].

## Население
| 1970     | 1979     | 1989     | 2002     | 2009     | 2010     | 2012     |
| -------- | -------- | -------- | -------- | -------- | -------- | -------- |
| 111 596  | ↗125 827 | ↗140 669 | ↘136 746 | ↘136 283 | ↗139 810 | ↘139 197 |
| 2013     | 2014     | 2015     | 2016     | 2017     | 2018     | 2019     |
| ↘138 848 | ↘138 565 | ↗138 707 | ↘138 311 | ↗138 404 | ↘137 998 | ↘137 413 |
| 2020     | 2021     |          |          |          |          |          |
| ↘136 064 | ↘134 223 |          |          |          |          |          |

## Экономика

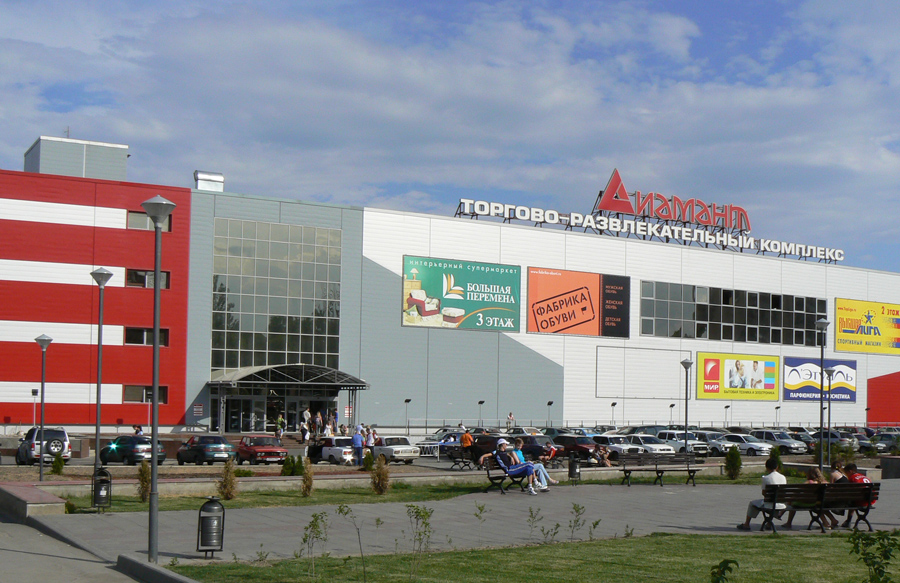
ТРК Диамант (июнь 2007)

Основными доходообразующими отраслями в районе являются: промышленность, торговля и общественное питание, строительство, ЖКХ и транспорт. На территории Тракторозаводского района зарегистрировано свыше 5 тысяч предприятий различной формы собственности. Район активно застраивается объектами торговли и социально-бытового назначения.
С апреля 2005 года район перестал быть дотационным, что позволяет своевременно финансировать бюджетную сферу, повышать уровень благоустройства, развивать социальную сферу.
Годовой объём поступлений на 2006 год во все уровни бюджетов составляет почти 900 млн рублей, в том числе в городской бюджет — около 347 млн рублей.
В общей сумме расходов доминирующее положение занимают отрасли, обеспечивающие жизнедеятельность района — образование (45,5 %), жилищно-коммунальное хозяйство (23 %), здравоохранение (19,4 %), социальная и молодёжная политика (2,1 %).

### Крупнейшие предприятия
- ОАО «Тракторная компания „ВгТЗ“»
- ОАО «Волгоградский алюминий»
- ОАО «Волгоградский кислородный завод»
- ОАО «Спецнефтематериалы»
- ЗАО «Тракторозаводский хлебокомбинат»
- ОАО «Волгоградская бисквитная фабрика»
- ОАО «РСУ ТЗР»
- завод ВОЛМА-ВТР (недоступная ссылка) (Предприятие корпорации «ВОЛМА»)

### Центры культуры, образования, спорта и развлечения
- ДК ВГТЗ
- Дом Культуры Волгоградского алюминиевого завода
- Стадион «Трактор»
- Кинотеатр «Ударник»
- Институт ВПИ (лабораторный корпус)
- Учебный центр «Юный техник»
- ФОК Трактор и спорт
- Кинотеатр «ЛУЧ»
- ТРК «Семь Звёзд»

### Центры торговли
- Тракторозаводский вещевой рынок, крупнейший в городе
- Торгово-развлекательный комплекс «Семь звёзд» (бывш. «Диамант»)
- Торговый центр «Привоз»

## Транспортное сообщение

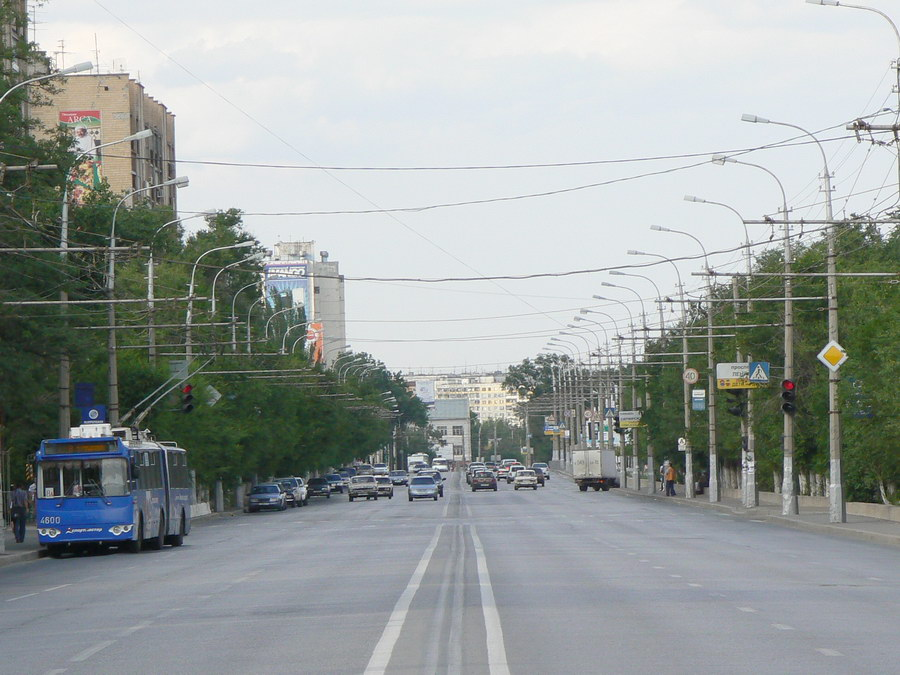
Проспект им. Ленина

Через Тракторозаводский район проходят все три важнейшие дороги Волгограда — 1, 2 и 3 Продольные автомагистрали. Первая Продольная здесь совпадает с длиннейшей улицей города проспектом им. В. И. Ленина и улицей им. Николая Отрады и является самой оживлённой транспортной артерией.
Действуют все виды общественного транспорта Волгограда:
- трамвай по маршруту «СТ»;
- троллейбус по маршрутам № 8а, 9, 9а, 10А;
- электричка по двум линиям, связывающая все районы Волгограда, а также город Волжский;
- автобусы по круглогодичным маршрутам №21, 25, 43, 59, 61, 61а, 68, 105.

## Достопримечательности
Путеводитель «Объекты культурного наследия Тракторозаводского района города Волгограда» в Викигиде (рус.)
На территории района 92 исторических и памятных места. Из них: 1 памятник археологии, 12 памятников исторических событий, 8 скульптурных памятников, 67 мемориальных досок, 4 братские могилы захоронений защитников Сталинграда.

### Площадь Дзержинского

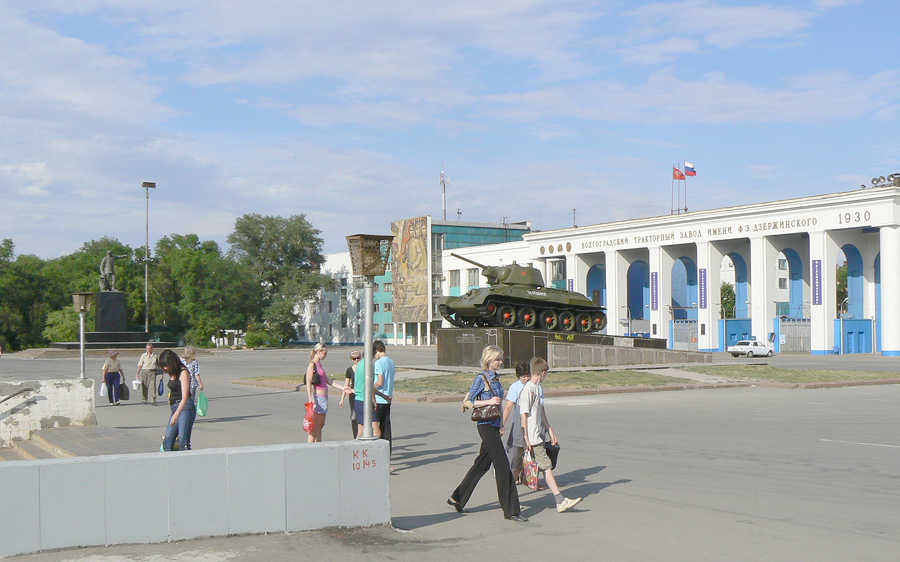
Площадь Дзержинского

Площадь Дзержинского — центр и «визитная карточка» района. На ней установлены: переживший войну памятник Феликсу Дзержинскому, танк Т-34, принимавший участие в боях за Тракторозаводский район, и оставленный здесь в 1943 году как памятник (в 1978 году поставлен на постамент), 2 мозаичных панно центральных проходных Тракторного завода, посвященных военным и трудовым подвигам его рабочих.

### Памятники Сталинградской битве

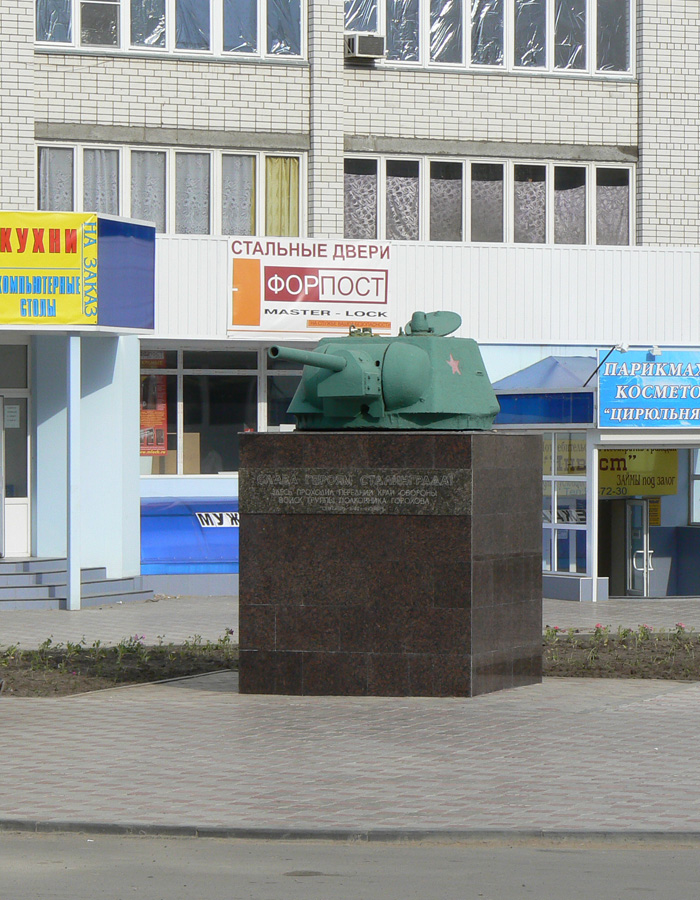
Танковая башня на Спартановке, обозначающая передний край обороны, сложившийся на 19 ноября 1942 год

- Памятник «Защитникам города от благодарных тракторостроителей». Скульптура воина в настоящее время находится в парке перед ТРК «Диамант» на проспекте Ленина.
- Памятные знаки в виде башен танков Т-34, обозначающие передний край обороны, сложившийся на 19 ноября 1942 года — день начала контрнаступления под Сталинградом. 3 из 17 таких знаков по всему Волгограду расположены в Тракторозаводском районе: на улице Николая Отрады в посёлке Спартановка, на улице Тракторостроителей в Нижнем посёлке Тракторного завода и на улице Колумба в посёлке ГЭС[27][28].
- Памятник на месте соединения войск 24 ноября 1942 г. у разъезда 1-й Продольной магистрали и трассы на г. Волжский.
- Памятник воинам 21-го отдельного батальона на улице Дегтярёва.
- Памятник бойцам-ополченцам СТЗ на проспекте им. Ленина.
- Братская могила воинов Советской Армии на территории районного кладбища.
- Братская могила моряков Волжской военной флотилии в сквере посёлка Водстрой.

### Памятники истории социализма

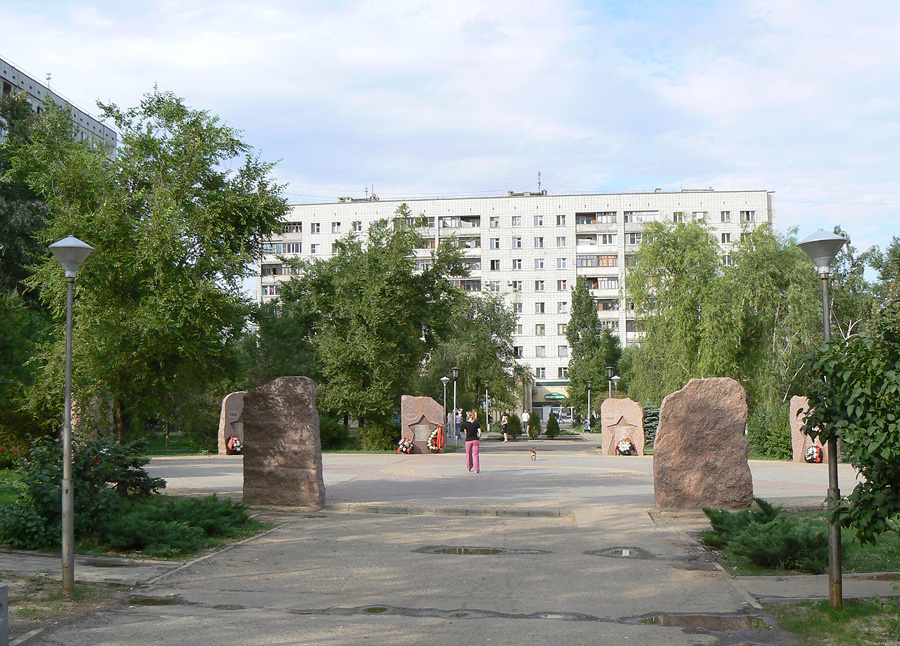
Центральный мемориал Парка памяти на Спартановке

- Мемориальный комплекс в Парке памяти воинам-интернационалистам г. Волгограда, погибшим в Афганской войне. Расположен в посёлке Спартановка.
- Памятник-монумент гидростроителям на берегу Сухой Мечетки, у дороги на плотину ГЭС. Алюминиевая фигура высотой 10 м на железобетонном постаменте высотой 5 м. Надпись «Слава строителям коммунизма».

### Памятники археологии
- Палеолитическая стоянка «Сухая Мечётка» мустьерского периода (75—100 тыс. лет назад) — «Волгоградская стоянка». Древнейшее на Восточно-Европейской равнине поселение первобытного человека. Памятники разрушены современной застройкой[29][30][31][32].

## Архитектура

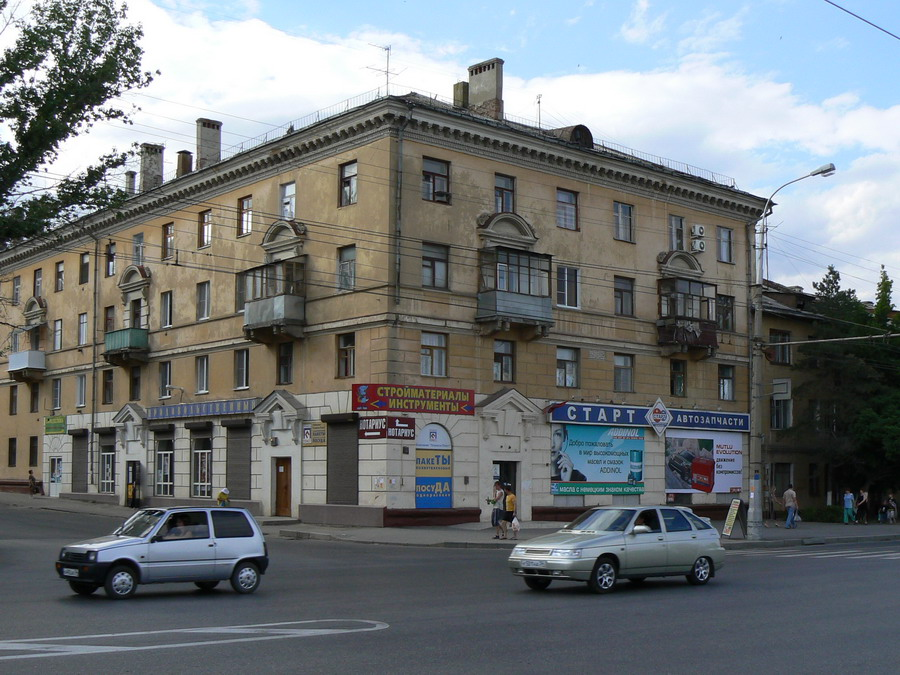
Типичный жилой дом старой части района

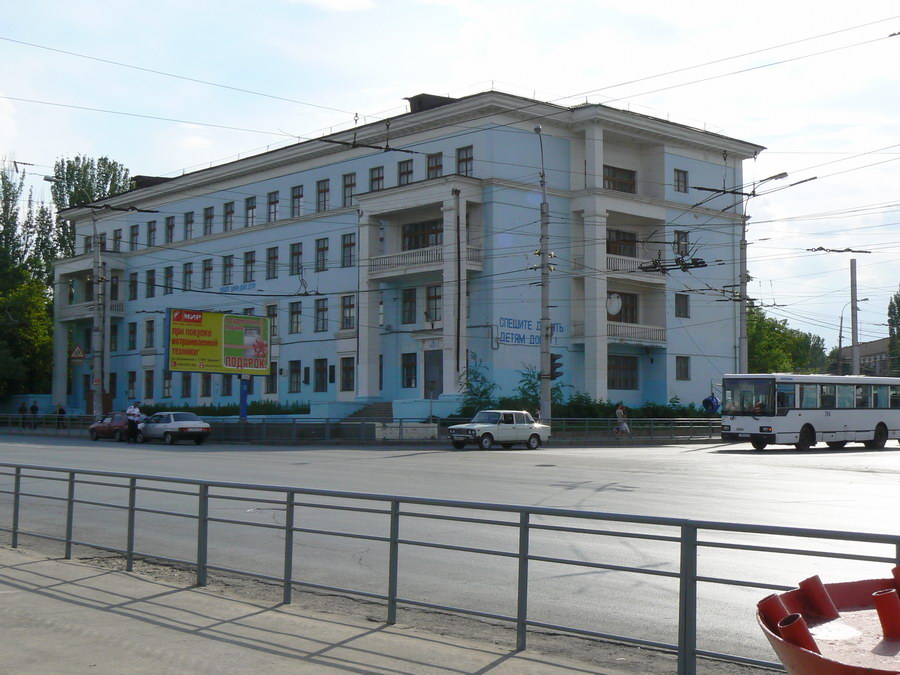
Здание 3-й школы

В Тракторозаводском районе присутствуют жилые застройки разных типов. В старой части, в районе площади им. Дзержинского и далее по направлению к центру города преобладает архитектура сталинской эпохи, в основном дома для рабочих Тракторного завода в стиле «Сталинский ампир», восстановленные и достроенные после окончания Сталинградской битвы. Новые микрорайоны к северу от реки Мокрая Мечётка (Спартановка, ГЭС, Водстрой) застроены кварталами типовых жилых домов — как «хрущёвок», так и более поздних 9—16-этажных зданий. Посёлок Латошинка является быстро растущим комплексом элитных коттеджей, выполненных по индивидуальным проектам.
Круглое здание «Колхозный рынок» — довоенное здание Сталинградского цирка.